# Bahrainische Davis-Cup-Mannschaft
Die bahrainische Davis-Cup-Mannschaft ist die Tennisnationalmannschaft Bahrains, die das Land im Davis Cup vertritt.

## Geschichte
Bahrain nahm 1989 erstmals am Davis Cup teil. Bislang konnte die Mannschaft viermal die Kontinentalgruppe II der Ozeanien-/Asienzone erreichen, verlor aber stets die Auftaktbegegnung. Erfolgreichster Spieler ist bisher Esam Abdulaal mit 79 Siegen bei insgesamt 64 Teilnahmen. Er ist damit auch Rekordspieler.